# Marion Hatton

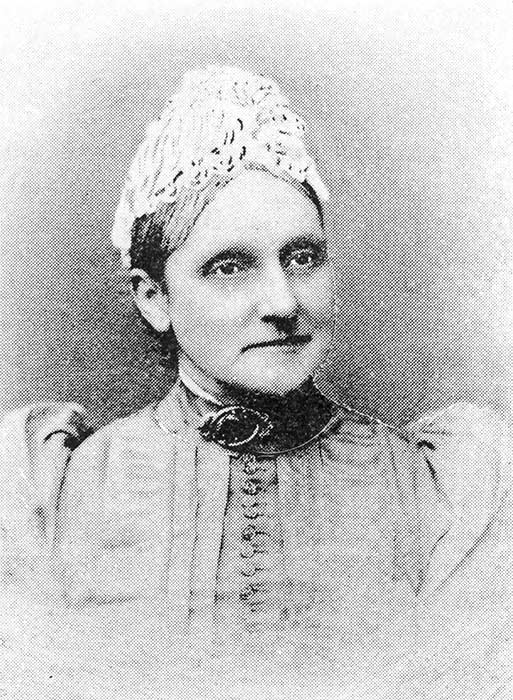
Marion Hatton (vor 1905)

Marion Hatton, geb. Hanover (* 8. September 1835 in Preston, Grafschaft Somersetshire, England; † 6. Juni 1905 in Dunedin, Neuseeland) war eine neuseeländische Suffragette, Frauenrechtlerin und 1896 Gründungsmitglied des National Council of Women of New Zealand (NCWNZ).

## Frühes Leben
Mary Ann Hanover wurde am 8. September 1835 als Tochter der Eheleute Elizabeth Stenner und Robert Hanover, Gastwirt mit Schanklizenz, in Preston in der Grafschaft Somersetshire geboren. Über ihre Kindheit und Schulbildung ist nichts bekannt.
Sie arbeitete als Hutmacherin in Bath, als sie den Buchhalter Joseph Hatton kennen lernte und ihn am 7. Oktober 1855 in der Stadt heiratete. Beide engagierten sich über ihre Kirche für den Unterricht in Sonntagsschulen, die im 19. Jahrhundert oft die einzige Bildungsmöglichkeit für die Kinder der Arbeiterklasse und der ärmeren Schichten waren, und nahmen an der Kampagne der Abstinenzbewegung der örtlichen Band of Hope Union teil.
Das Paar zog irgendwann zunächst nach Bristol und anschließend nach Amsterdam, wo sie die erste Loge der Guttempler in der Stadt gründeten.

## Neuseeland
Es ist nicht bekannt, wann das Paar nach Neuseeland auswanderte.

## Politisches Engagement

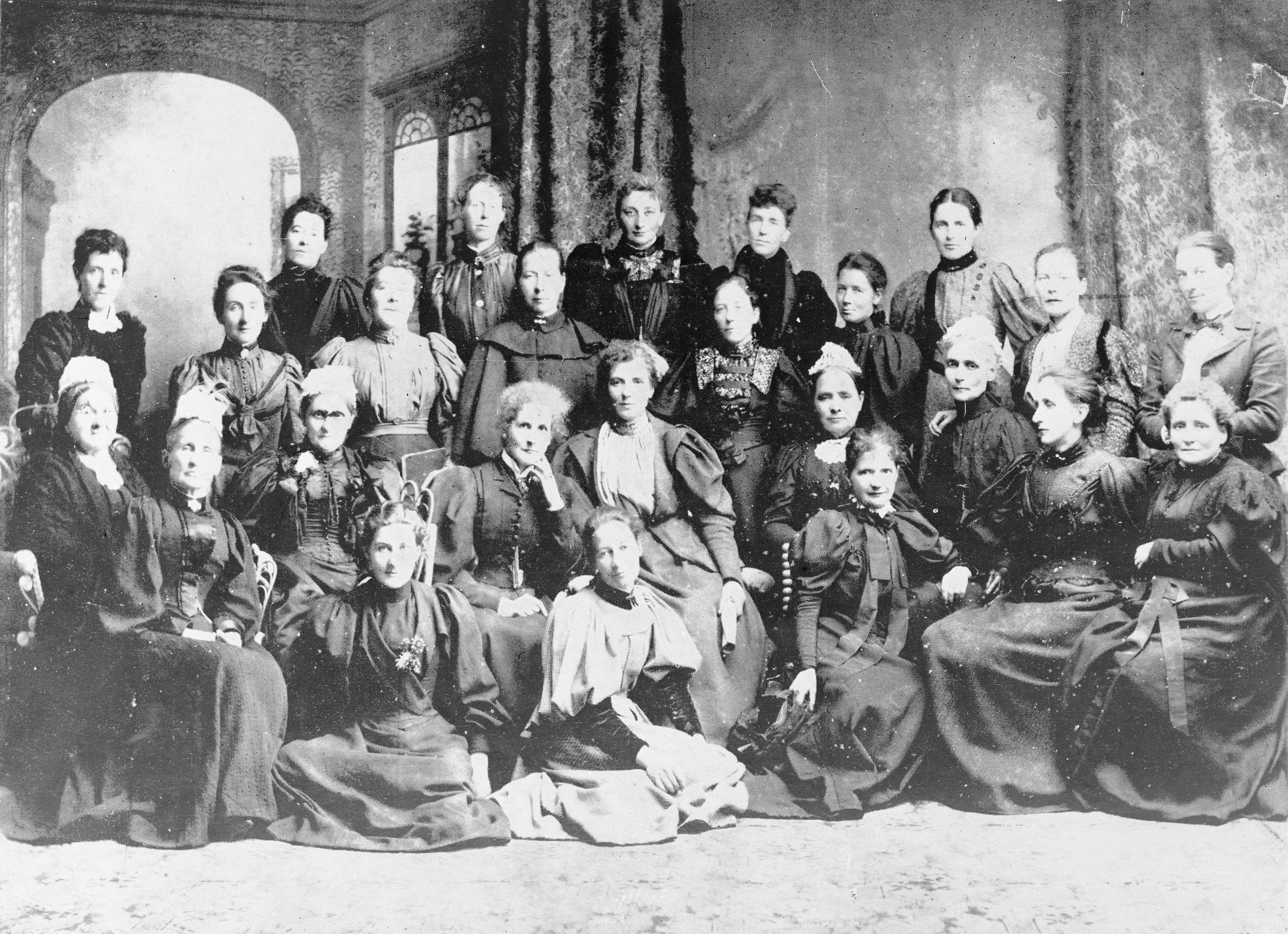
Gründungsmitglieder des National Council of Women of New Zealand, Christchurch im Jahr 1896
Marion Hatton, sitzend 3. von links

Öffentlich in Erscheinung trat Marion in Neuseeland zum ersten Mal am 12. April 1892 in Dunedin, als sie ein Versammlung für das Frauenwahlrecht leitete. Zu diesem Zeitpunkt war sie bereits 57 Jahre alt und hatte sechs Kinder.
Noch im April 1892 wurde von ihr und ihren Mitstreiterinnen die Women’s Franchise League in Dunedin gegründet. Sie übernahm die Präsidentschaft und beteiligte sich aktiv an den Kampagnen zur Erlangung des Frauenwahlrechts in den Jahren 1891 bis 1893. 1892 sorgte sie mit den von ihr initiierten Kampagnen zur Abwahl des Bürgermeister in Dunedin, Henry Smith Fish, der sich zuvor immer wieder entschieden gegen das Frauenwahlrecht im Repräsentantenhaus ausgesprochen hatte. Während viele ihrer Mitkämpferinnen nach der Erlangung des Frauenwahlrechts die Prohibition als nun das wichtigstes Thema ansahen, engagierte sich Marion dafür, die Ungleichheit von Frauen vor dem Gesetz zu beseitigen. So forderte sie als Beispiel die Gleichbehandlung der Entlohnung bei gleicher Arbeit für Frauen und Männer.
1896 nahm Marion an der Gründungskonferenz des National Council of Women of New Zealand (NCWNZ) in Christchurch teil und blieb Präsidentin der Women’s Franchise League, die 1895 mit der Veröffentlichung eines politischen Manifests eine Kontroverse in der Bewegung auslöste. Im kalten Winter des Jahres eröffnete und unterhielt sie Suppenküchen für die Arbeitslosen in Dunedin. Ihr tägliches Engagement und ihre harte Arbeit forderte schließlich ihren Tribut und so erkrankte sie am Herzen. 1897 ließ sie sich operieren, doch sollte nicht wieder vollkommen gesunden.
Sie verstarb schließlich am 6. Juni 1905 in Dunedin und hinterließ ihren Mann, fünf Söhne und eine Tochter.